# المحقق كونان (الموسم 16)
المحقق كونان هو الموسم السادس عشر من سلسلة المحقق كونان (باليابانية: 名探偵コナン، تُنطق ميه‌‌تانتيه كۆنان أي المحقق العظيم كونان) تُرجمت رسميًا إلى المُحقق كونان، وهي سلسلة مانغا للكاتب غوشو أوياما حُولِّت إلى مسلسل أنيمي وحلقات أوفا وأفلام أنمي وألعاب فيديو ووسائط أخرى يابانية وقد بدأ عرض السلسلة من 26 فبراير 2007 ولغاية 3 ديسمبر 2007.
أُذيعت الحلقة الأولى في 8 يناير 1996 وعرضت الحلقات بالتوالي إلى أن وصلت إلى أكثر من 1,157 حلقة، وبذلك تحتل المركز الخامس عشر في قائمة أكثر الأنيميات من حيث عدد الحلقات. يتم عرض حلقة واحدة من الأنمي أسبوعيًّا على نبون تلفجن إلا في حالات عرض الأفلام فإنها قد تتأجل إلى أسبوعين أو أكثر. تتم دبلجة الأنيمي للغة العربية من قِبَل مركز الزهرة ولا تزال دبلجته مُستمرة لأكثر من ثمانية عشرة سنة منذ سنة 1998، حيث عُرض لأول مرة على تلفزيون قطر، وقد وصلت الحلقات المُدبلجة إلى 582 (551 بالنّظام الياباني) من أصل 1,157 حلقة.
يُعرَض المحقق كونان في اليابان على قناة نيبون تي في وقناة يوميأوري وقناة أنيماكس وقناة YTV اليابانية، وقد لاقى المحقق كونان رواجًا كبيرًا في اليابان حيث احتل مركزًا من ضمن المراكز الستة الأوائل في ست مناسبات مختلفة. وبحسب استطلاعات الرأي التي أجرتها مجلة أنيميج، اعتبر الأنيمي من بين أفضل 20 أنيمي تم إصداره خلال الفترة من عام 1996 ولغاية عام 2001. أيضا احتل المحقق كونان المركز الثالث والعشرين من ضمن قائمة أفضل 100 أنيمي، أجرته شبكة أساهي اليابانية في عام 2005.

## عناوين الحلقات
| #       | #             | عنوان الحلقة                                                                             | عنوان الحلقة                                | تفاصيل الحلقة | تفاصيل الحلقة  | تفاصيل الحلقة      |
| اليابان | العالم العربي | باليابانية                                                                               | بالدبلجة العربية                            | في المانغا    | تاريخ العرض    | تاريخ العرض العربي |
| ------- | ------------- | ---------------------------------------------------------------------------------------- | ------------------------------------------- | ------------- | -------------- | ------------------ |
| 466     | 501           | رجل الثلج الذي لا يمكن تحطيمه (الجزء الأول)                                              | رجل الثلج الذي لا يتحطم (الجزء الأول)       | فصل 556-558   | 26 فبراير 2007 | 26 أكتوبر 2024     |
| 467     | 502           | رجل الثلج الذي لا يمكن تحطيمه (الجزء الثاني)                                             | رجل الثلج الذي لا يتحطم (الجزء الثاني)      | فصل 556-558   | 5 مارس 2007    | 2 نوفمبر 2024      |
| 468     | 503           | القضية الغامضة بجوار البركة                                                              | سرقة وسلحفاة                                | فلر           | 12 مارس 2007   | 2 نوفمبر 2024      |
| 469     | 504           | كايتو كيد والتحف الأربعة (الجزء الأول)                                                   | كايتو كيد والروائع الأربع (الجزء الأول)     | فصل 544-547   | 16 أبريل 2007  | 9 نوفمبر 2024      |
| 470     | 505           | كايتو كيد والتحف الأربعة (الجزء الثاني)                                                  | كايتو كيد والروائع الأربع (الجزء الثاني)    | فصل 544-547   | 23 أبريل 2007  | 16 نوفمبر 2024     |
| 471     | 506           | السيارة المستأجرة خارج السيطرة                                                           | سيارة خارج السيطرة                          | فلر           | 7 مايو 2007    | 23 نوفمبر 2024     |
| 472     | 507           | مغامرات كودو شينتشي الصغير (الجزء الأول)                                                 | ذكريات سينشي: لغز في المكتبة (الجزء الأول)  | فصل 570-573   | 14 مايو 2007   | 23 نوفمبر 2024     |
| 473     | 508           | مغامرات كودو شينتشي الصغير (الجزء الثاني)                                                | ذكريات سينشي: لغز في المكتبة (الجزء الثاني) | فصل 570-573   | 21 مايو 2007   | 30 نوفمبر 2024     |
| 474     | 509           | حب المحامية كيساكي ايري                                                                  | الموعد المريب                               | فصل 574-575   | 4 يونيو 2007   | 30 نوفمبر 2024     |
| 475     | 510           | حظ جراند بريكس السيئ                                                                     | رجل الحوادث الكثيرة                         | فلر           | 18 يونيو 2007  | 7 ديسمبر 2024      |
| 476     | 511           | ركلة غينتا القاتلة (الجزء الأول)                                                         | ركلة جينتا (الجزء الأول)                    | فصل 567-569   | 25 يونيو 2007  | 7 ديسمبر 2024      |
| 477     | 512           | ركلة غينتا القاتلة (الجزء الثاني)                                                        | ركلة جينتا (الجزء الثاني)                   | فصل 567-569   | 2 يوليو 2007   | 14 ديسمبر 2024     |
| 478     | 513           | ثلاثون دقيقة حقيقية                                                                      | الدقائق الثلاثون                            | فلر           | 9 يوليو 2007   | 21 ديسمبر 2024     |
| 479     | ××            | ثلاثة أيام مع هاتوري هيجي (حلقة خاصة لمدة ساعتين)                                        | لم تدبلج                                    | فصل 559-566   | 16 يوليو 2007  | لم تدبلج           |
| 480     | 514           | دليل البراءة الأصفر                                                                      | مأساة دوار الشمس                            | فلر           | 23 يوليو 2007  | 28 ديسمبر 2024     |
| 481     | 515           | لوازم ساحرة الجبل (الجزء الأول)                                                          | سكين يامانبا (الجزء الأول)                  | فصل 579-581   | 30 يوليو 2007  | 4 يناير 2025       |
| 482     | 516           | لوازم ساحرة الجبل (الجزء الثاني)                                                         | سكين يامانبا (الجزء الثاني)                 | فصل 579-581   | 6 أغسطس 2007   | 12 يناير 2025      |
| 483     | ××            | الشرطي المفقود                                                                           | لم تدبلج                                    | فلر           | 13 أغسطس 2007  | لم تدبلج           |
| 484     | 517           | مكان الصورة من السواد (الجزء الأول)                                                      | مكان الصورة السوداء (الجزء الأول)           | فصل 582-584   | 20 أغسطس 2007  | 19 يناير 2025      |
| 485     | 518           | مكان الصورة من السواد (الجزء الثاني)                                                     | مكان الصورة السوداء (الجزء الثاني)          | فصل 582-584   | 27 أغسطس 2007  | 25 يناير 2025      |
| 486     | ××            | تمثال القطة العسراء                                                                      | لم تدبلج                                    | فلر           | 3 سبتمبر 2007  | لم تدبلج           |
| 487     | 519           | قصة الحب الثامنة في مقر شرطة العاصمة: الأصبع البنصر من اليد اليسرى (حلقة خاصة لمدة ساعة) | سرّ الخاتم                                   | فصل 576-578   | 15 أكتوبر 2007 | 2 فبراير 2025      |
| 488     | ××            | شيطان محطة التلفاز (حلقة خاصة لمدة ساعة)                                                 | لم تدبلج                                    | فصل 591-593   | 22 أكتوبر 2007 | لم تدبلج           |
| 489     | 520           | المجابهة الثالثة في قاعة المحكمة: المدعي كشاهد عيان (حلقة خاصة لمدة ساعة)                | تداعيات جريمة الماضي                        | فلر           | 26 نوفمبر 2007 | 9 فبراير 2025      |
| 490     | 521           | هاتوري هيجي في مواجهة كودو شينتشي على المنحدرات الثلجية (حلقة خاصة لمدة ساعة)            | سينشي ضد هيجي على المنحدرات الثلجية         | فصل 518-522   | 3 ديسمبر 2007  | 22 فبراير 2025     |